# کلدو اگیره
کلدو اگیره (انگلیسی: Koldo Aguirre; ۲۷ آوریل ۱۹۳۹ – ۳ ژوئیهٔ ۲۰۱۹) بازیکن فوتبال اهل اسپانیا بود.
از باشگاه‌هایی که در آن بازی کرده‌است می‌توان به باشگاه فوتبال سابادل و باشگاه فوتبال اتلتیک بیلبائو اشاره کرد.
وی همچنین در تیم‌های ملی فوتبال اسپانیا، و اسپانیا، بازی کرده‌است.